# Пјацо (Комо)
Пјацо је насеље у Италији у округу Комо, региону Ломбардија.
Према процени из 2011. у насељу је живело 18 становника. Насеље се налази на надморској висини од 497 м.